# Gélase Armel Kema
Gélase Armel Kema (ur. 26 października 1972 w Ouesso) – kongijski duchowny katolicki, biskup diecezjalny Ouésso w latach 2022-2024, arcybiskup metropolita Owando od 2024. 

## Życiorys
Święcenia kapłańskie otrzymał 29 sierpnia 1999 i został inkardynowany do diecezji Ouésso. Był m.in. rektorem propedeutycznej części diecezjalnego seminarium, wikariuszem generalnym diecezji, a także krajowym dyrektorem Papieskich Dzieł Misyjnych.
8 grudnia 2021 papież Franciszek mianował go biskupem diecezjalnym Ouésso. Sakry udzielił mu 13 lutego 2022 metropolita Owando – arcybiskup Victor Abagna Mossa.
6 stycznia 2024 papież Franciszek przeniósł go na urząd arcybiskupa metropolity Owando. Ingres odbył 4 lutego 2024.